# Михајло Ратковић
Михајло Ратковић (? — Београд, 1953) био је столарски радник и први градоначленик Београда након Другог светског рата.

## Биографија
По занимању је био столарски радник. Становао је на Котеж Неимару, у Београду.
Током окупације Београда, 1941—1944. актовно је сарађивао са Народноослободилачким покретом (НОП). Посебно је помагао свом зету Ђорђу Андрејевићу Куну, који је израђивао фалсификоване легитимације за комунистичке илегалце и водио бригу о илегалним склоништима за партијске активисте.
Након ослобођења Београда, одлуком Главног Народноослободилачког одбора Србије 26. октобра 1944. укинута је Команда града и именован први Народноослободилачки одбор града Београда. Овај орган био је привременог типа са задатком организовања живота у ослобођеном граду док се нестекну услови за изборе. За председника Извршног одбора Народноослободилачког одбора изабран је Михајло Ратковић, који је тако постао први градоначелник Београда након Другог светског рата. Након што је Антифашистичка скупштина народног ослобођења Србије (АСНОС) преименована у Народну скупштину Србије, њено Председништво је 18. априла 1945. донело одлуку о распуштању Извршног одбора НО одбора Београда и избору новог чији је председник поново био Михајло Ратковић. Потпредседници Извршног одбора били су — Бранко Максимовић и Марко Никезић, а секретар Добривоје Радосављевић.
Дан након избора Народноослободилачког одбора Београда, 27. октобра 1944. формиран је Градски одбор Јединственог народноослободилачког фронта (ЈНОФ) Београда чији је председник био Синиша Станковић, а потпредседници Вучко Ивковић и Михајло Ратковић. На Скупштини ЈНОФ Београда одржаној 25. фебруара 1945. изабран је нови Извршни одбор чији је председник био Кирило Савић, а један од чланова Извршног одбора био је и Михајло Ратковић.
Дужност председника Извршног одбора Народног одбора Београда Ратковић је вршио до 27. септембра 1946. када је поднео оставку, а на месту председника га је заменио потпредседник Нинко Петровић.
У браку са супругом Драгом имао је ћерку Наду (1908—1993), која је била супруга сликара Ђорђа Андрејевића Куна (1904—1964).
Умро је 1953. у Београду, где је и сахрањен.